# Masjävlar
Masjävlar är en svensk film från 2004, regisserad av Maria Blom.

## Handling
Mia, 30 år och singel i Stockholm, reser upp till föräldrarna i Rättvik, Dalarna när hennes far ska fylla 70 år. De har en överraskning till henne: de vill ge henne en ganska så värdefull hustomt nere vid sjön, underförstått att hon ska flytta "hem" igen. Hennes storasystrar Eivor och Gunilla får ingenting. Det väcker en diskussion om vem som stannat, vem som tar hand om föräldrarna, vem som bara stack och vem som uppoffrat sig.

## Om filmen
Utomhusscenerna är inspelade utanför Rättvik våren 2004. Inomhusscenerna är inspelade i studio i Trollhättan. Stycket har tidigare framförts som en teaterpjäs. Egentligen var det inte Maria Bloms debutfilm eftersom hon spelade in Fishy 2002, men Fishy fick premiär flera år senare.

## Mottagande
Som debutfilm är dock Masjävlar mer än väl godkänd, en av de trevligaste överraskningarna i år.
Karoline Eriksson i Svenska Dagbladet 17 december 2004 (Betyg: 4 av 6 tärningar)
Masjävlar är helt enkelt en imponerande levande och komplett filmdebut av Maria Blom, redan en ung begåvad veteran bland svenska dramatiker.
Eva af Geijerstam i Dagens Nyheter 17 december 2004

## Guldbaggar
Filmen fick tre Guldbaggar, i kategorierna Bästa film, Bästa manus (Maria Blom) och Bästa kvinnliga biroll (Kajsa Ernst).

## Rollista (i urval)
- Sofia Helin - Mia[2]
- Ann Petrén - Gunilla
- Kajsa Ernst - Eivor
- Barbro Enberg - Barbro
- Joakim Lindblad - Jan-Olov
- Inga Ålenius - Mamma
- Willie Andréason - Pappa
- Peter Jankert - Tommy
- Alf Nilsson - Tore
- Lars G. Aronsson - Ingvar
- Anders Bjernulf - Spelman
- Maja Andersson - Ida
- Cecilia Forss - Helena
- Elin Pålsson - Stina
- Martin Henningsson - Johan
- Anders Bjernulf - Bjernulf
- Anders Nygårds - spelman
- Lars-Gunnar Björklund - spelman
- Sofia Rönnegård - Brita i blomsteraffären
- Anita Nyman - Kerstin
- Lisa Åmwall - Margot
- Bebban Pihlblad - skoterkille
- Mats Dahlberg - skoterkille
- Olov Hellström - skoterkille
- Yvonne Hansen - gäst i bystugan
- Torbjörn Sjöberg - gäst i bystugan
- Jan Pettersson - gäst i bystugan
- Inga Olsbänning - gäst i bystugan
- Ann-Marie Bengtsson - gäst i bystugan
- Ingvar Bengtsson - gäst i bystugan
- Ida Löfholm - Jan-Olovs beundrarinna